# Campeonato Chileno de Futebol de 1990 - Segunda Divisão
O Campeonato Chileno de Futebol de Segunda Divisão de 1990 foi a 39ª edição do campeonato do futebol do Chile, segunda divisão, no formato "Primera B". Em turno e returno os 24 clubes jogam em dois grupos (Norte e Sul). Os seis melhores de cada grupo são classificados para o grupo de ascenso (ainda regionalizado em Norte e Sul) enquanto os seis piores também vão para um grupo de descenso regionalizado. Os dois primeiros colocados de cada grupo são promovidos para o Campeonato Chileno de Futebol de 1991 e jogam a final. Os dois últimos colocados de cada grupo eram rebaixados para o Campeonato Chileno de Futebol de 1991 - Terceira Divisão.

## Participantes
| Equipe                            | Cidade                     | Região                           | No ano anterior                                                      | Estádio                                       | Capacidade | Títulos              | Participações |
| --------------------------------- | -------------------------- | -------------------------------- | -------------------------------------------------------------------- | --------------------------------------------- | ---------- | -------------------- | ------------- |
| Deportes Iberia                   | Los Ángeles                | Região de Bío-Bío                | Quarto Lugar (Ascenso Sul)                                           | Estádio Municipal de Los Ángeles              | 5.000      | 0 (não possui)       | 36            |
| Deportes Linares                  | Linares                    | Região de Maule                  | Terceiro Lugar (Descenso Sul)                                        | Estádio Fiscal de Linares                     | 7.000      | 0 (não possui)       | 30            |
| Club de Deportes Ovalle           | Ovalle                     | Região de Coquimbo               | Terceiro Lugar (Ascenso Norte)                                       | Estádio Municipal de Ovalle                   | 8.000      | 0 (não possui)       | 25            |
| Club Deportivo Provincial Osorno  | Osorno                     | Região de Los Lagos              | Terceiro Lugar (Ascenso Sul)                                         | Estádio Municipal Rubén Marcos Peralta        | 12.000     | 0 (não possui)       | 8             |
| Club de Deportes Puerto Montt     | Puerto Montt               | Região de Los Lagos              | Sexto Lugar (Ascenso Sul)                                            | Estádio Regional de Chinquihue                | 5.300      | 0 (não possui)       | 8             |
| Club Provincial Curicó Unido      | Curicó                     | Região de Maule                  | Quinto Lugar (Ascenso Sul)                                           | Estádio La Granja                             | 8.000      | 0 (não possui)       | 15            |
| Club de Deportes Coquimbo Unido   | Coquimbo                   | Região de Coquimbo               | Quarto Lugar (Ascenso Norte)                                         | Estádio La Pampilla                           | ---        | 2 (1962, 1977)       | 24            |
| Cobreandino                       | Los Andes                  | Região de Valparaíso             | Primeiro Lugar (Ascenso Norte)                                       | Estádio Regional de Los Andes                 | 2.500      | 1 (1985)             | 33            |
| Club de Deportes Antofagasta      | Antofagasta                | Região de Antofagasta            | Quinto Lugar (Ascenso Norte)                                         | Estádio Regional de Antofagasta               | 26.339     | 1 (1968)             | 13            |
| Club de Deportes Regional Atacama | Copiapó                    | Região de Atacama                | Sexto Lugar (Ascenso Norte)                                          | Estádio Luis Valenzuela Hermosilla            | 8.000      | 0 (não possui)       | 8             |
| Club Deportivo Arica              | Arica                      | Região de Tarapacá               | Quarto Lugar (Descenso Norte)                                        | Estádio Carlos Dittborn                       | 10.000     | 1 (1981)             | 9             |
| Club de Deportes Ñublense         | Chillán                    | Região de Bío-Bío                | Quinto Lugar (Descenso Sul)                                          | Estádio Bicentenário Municipal Nelson Oyarzún | 12.000     | 1 (1976)             | 25            |
| Club de Deportes Temuco           | Temuco                     | Região de Araucanía              | Segundo Lugar (Descenso Sul)                                         | Estádio Municipal Germán Becker               | 20.930     | 0 (não possui)       | 7             |
| Club Deportivo General Velásquez  | San Vicente de Tagua Tagua | Região de O'Higgins              | Sexto Lugar (Descenso Sul)                                           | Estádio Municipal Augusto Rodríguez           | 3.000      | 0 (não possui)       | 6             |
| Club Deportivo Magallanes         | Maipú                      | Região Metropolitana de Santiago | Segundo Lugar (Ascenso Sul)                                          | Estádio Independência                         | 13.500     | 0 (não possui)       | 8             |
| Audax Club Sportivo Italiano      | La Florida                 | Região Metropolitana de Santiago | Quinto Lugar (Descenso Norte)                                        | Estádio Municipal de La Florida               | 12.000     | 0 (não possui)       | 9             |
| Colchagua Club de Deportes        | San Fernando               | Região de O'Higgins              | Quarto Lugar (Descenso Sul)                                          | Estádio Municipal Jorge Silva Valenzuela      | 5.900      | 0 (não possui)       | 27            |
| Club de Deportes Lota Schwager    | Coronel                    | Região de Bío-Bío                | Primeiro Lugar (Descenso Sul)                                        | Estádio Municipal Federico Schwager           | 18.500     | 2 (1969, 1986)       | 13            |
| Club Deportivo San Luis           | Quillota                   | Região de Valparaíso             | Segundo Lugar (Descenso Norte)                                       | Estádio Municipal Lucio Fariña Fernández      | 7.500      | 3 (1955, 1958, 1980) | 22            |
| Club Deportivo Soinca Bata        | Melipilla                  | Região Metropolitana de Santiago | Terceiro Lugar (Descenso Norte)                                      | Estádio Soinca Bata                           | xxxx       | 0 (não possui)       | 4             |
| Club Social de Deportes Rangers   | Talca                      | Região de Maule                  | Rebaixado do Campeonato Chileno de Futebol de 1989                   | Estádio Fiscal de Talca                       | 8.324      | 1 (1988)             | 7             |
| Club de Deportes Unión San Felipe | San Felipe                 | Região de Valparaíso             | Rebaixado do Campeonato Chileno de Futebol de 1989                   | Estádio Municipal de San Felipe               | 18.500     | 1 (1970)             | 17            |
| Club de Deportes Valdivia         | Valdivia                   | Região de Los Lagos              | Rebaixado do Campeonato Chileno de Futebol de 1989                   | Estádio Parque Municipal de Valdivia          | 5.300      | 0 (não possui)       | 6             |
| Club de Deportes Lozapenco        | Penco                      | Região de Bío-Bío                | Acesso pelo Campeonato Chileno de Futebol de 1989 - Terceira Divisão | ---                                           | --         | 0 (não possui)       | 1             |

## Campeão
| Campeão Chileno Segunda Divisão 1990                          |
| ------------------------------------------------------------- |
| Club Deportivo Provincial Osorno (Osorno) (1º título) Campeão |